# Пирамиды Порт-Котон, бурное море
«Пирамиды Порт-Котон, бурное море» (фр. Les Pyramides de Port-Coton, mer sauvage) — картина французского художника Клода Моне, написанная в 1886 году. В русском искусствоведении эта картина часто называется «Скалы в Бель-Иль». На картине изображены выходящие из моря скалы причудливой формы, расположенные на юго-западе острова Бель-Иль в Бретани (Франция).

## История
В 1898 году картина была куплена русским купцом и коллекционером искусства С. И. Щукиным, в собрании которого находилась до 1918 года. Считается, что это первое полотно Моне, купленное Щукиным и первая картина Моне, появившаяся в России. В настоящее время находится в коллекции ГМИИ имени А. С. Пушкина (Москва).
Эта картина является одной из 39 работ, написанных Клодом Моне на острове Бель-Иль, где он провёл осень 1886 года. Прибыв на остров 12 сентября 1886 года с намерением провести на нём две недели, Моне, вдохновлённый окружающими пейзажами, провел там больше двух месяцев. Написанные им в этот период картины стали важной вехой в его творчестве, в настоящее время они находятся в собраниях музеев разных стран мира.

## Галерея

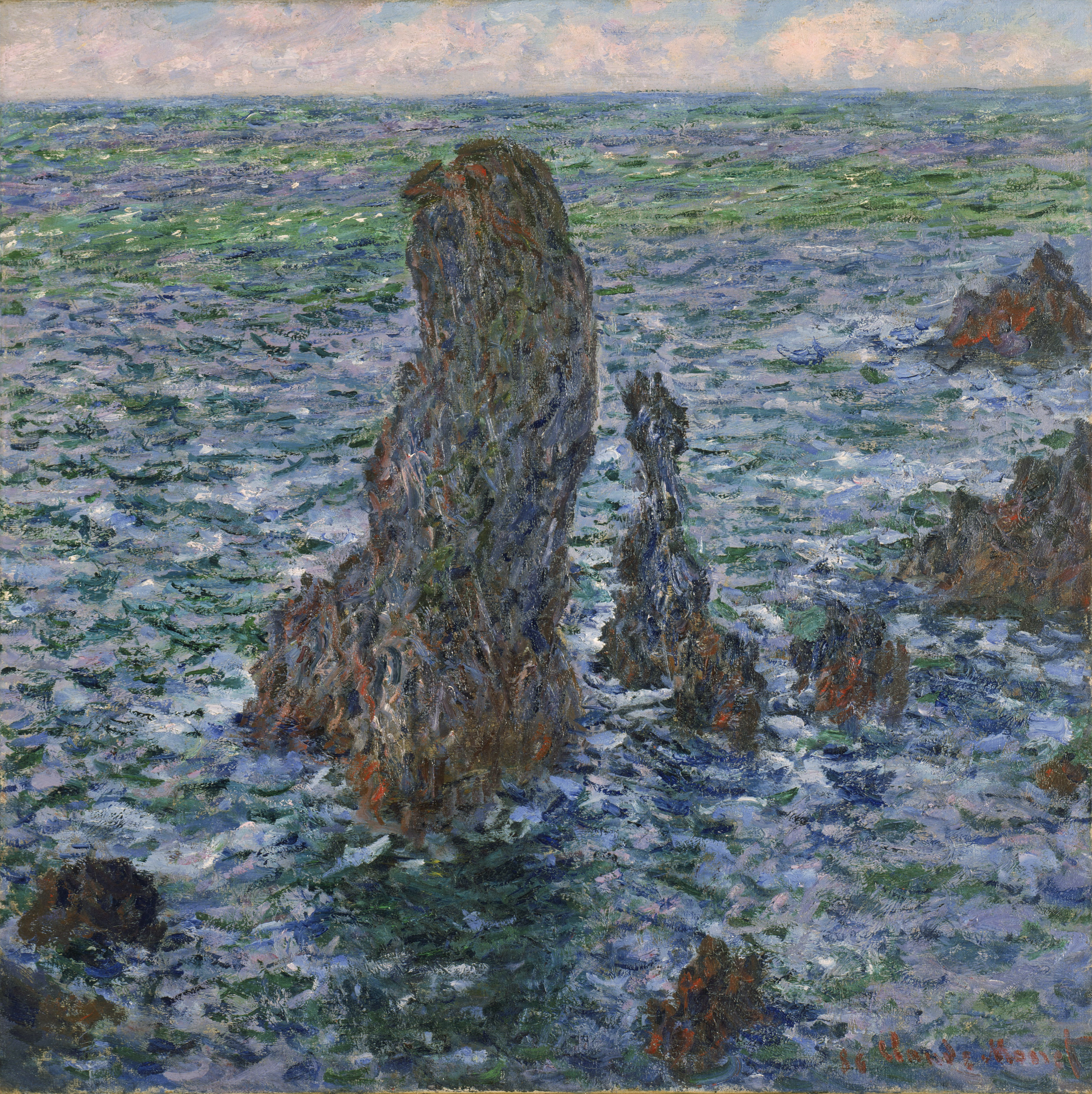
Les Pyramides. Клод Моне, 1886, coll. du Dr Rau, Кёльн
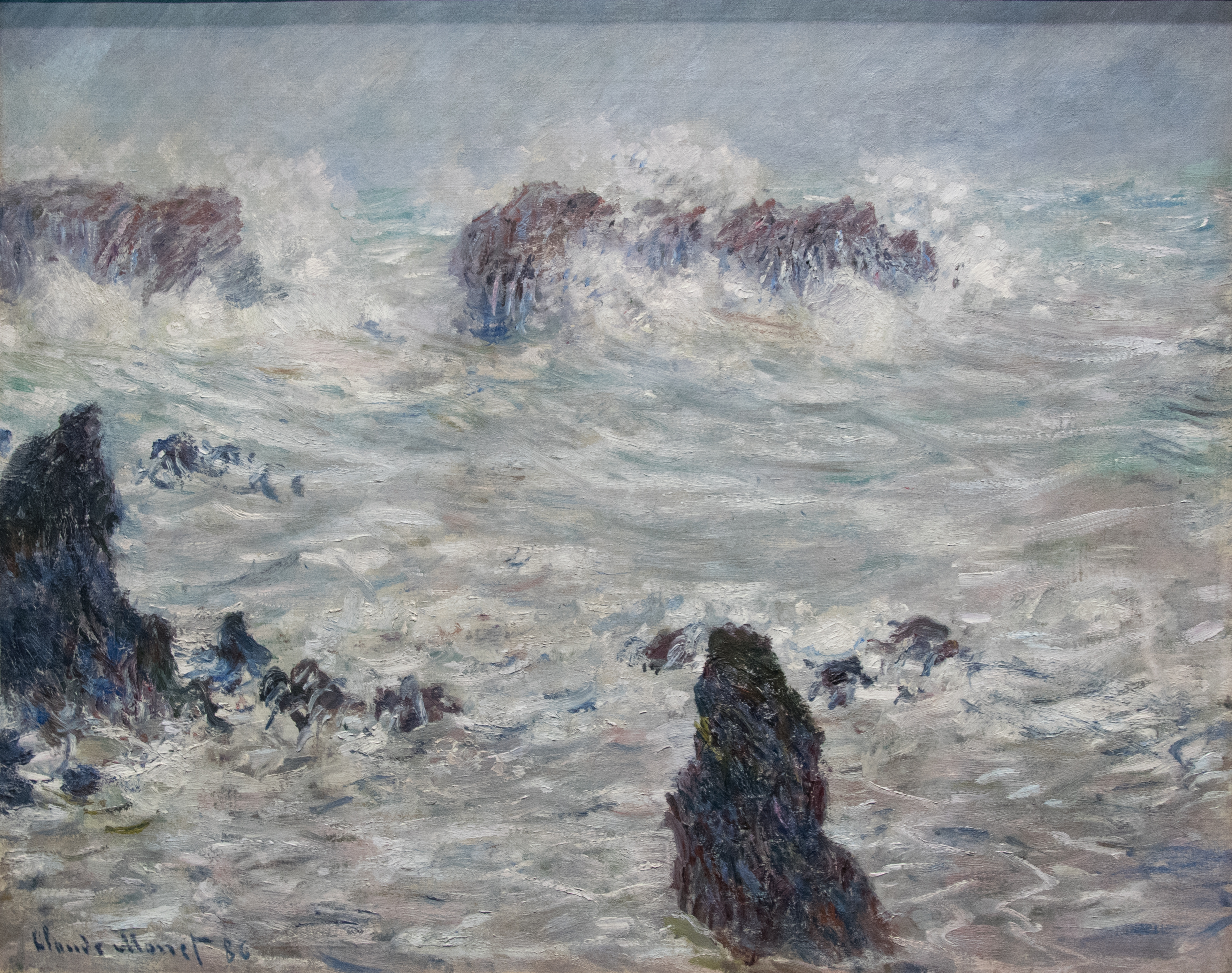
Шторм. Побережье Бель-Иль. Клод Моне, 1886, Музей Орсэ

Скалы во время отлива. Фото, лето 2017
Скалы во время отлива. Фото, лето 2017